# Regularización (física)
En física, en particular en teoría cuántica de campos, la regularización es un método para lidiar con resultados infinitos o divergentes que aparecen en el cálculo de algunas cantidades físicas. En general consiste en modificar la teoría o fórmula en cuestión de manera controlada mediante uno o varios parámetros a priori no físicos, de forma que el resultado sea finito. La interpretación física del resultado final suele requerir la eliminación de estos reguladores en un proceso subsiguiente denominado renormalización.
Existen diversas maneras de regularizar una teoría:
- La regularización de Pauli-Villars modifica la propagación de las partículas de la teoría añadiendo partículas ficticias de masa muy alta.
- La regularización dimensional elimina las divergencias efectuando el cálculo en un espacio-tiempo de dimensión más alta.
- La regularización en el retículo (lattice regularization) sustituye un campo continuo por una versión discretizada en una red.